# A Villainous Villain
A Villainous Villain è un cortometraggio muto del 1916 diretto da Larry Semon.

## Produzione
Il film fu prodotto dalla Vitagraph Company of America.

## Distribuzione
Distribuito dalla General Film Company, il film - un cortometraggio in una bobina - uscì nelle sale cinematografiche statunitensi l'8 settembre 1916.